# Borís Shajlín
Borís Anfiyánovich Shajlín (en ruso: Борис Анфиянович Шахлин, Ishim, Unión Soviética, 27 de enero de 1932 - Kiev, Ucrania, 30 de mayo de 2008) fue un gimnasta artístico soviético que ganó 14 medallas en los Juegos Olímpicos, de las cuales 8 fueron de oro. Además fue campeón del Mundo en seis ocasiones y de Europa en otras seis.